# 愛 Love Saturday
『愛 Love Saturday』（あい ラブ サタデー）は、FM NACK5で放送されていたラジオ番組である。

## 概要
2016年10月から2年半続いた、「Startup Saturday」の後番組として2019年4月6日より放送開始。
池辺の出産準備のため、2020年6月13日の放送にて放送終了が発表され同月27日に終了。
番組の箱番組『KONISHIKIのLEALEA SATURDAY』『石井忍のmoving Saturday』、コーナーのトレたて川柳!は後番組である『すももも 百香も もものうち～ももラジ～』に引き継がれた。

## パーソナリティ
- 池辺愛
  - 2019年3月まで「monaka」のパーソナリティを担当していた。

代理パーソナリティ
- 春日萌花 - 2020年6月6日（池辺の体調不良のため[注 2]）

## タイムテーブル[2]
- 5:00　オープニング
- 5:20　SCOOP ON WEEKEND
- 6:10　NACK5 TRAFFIC
- 6:15 『KONISHIKIのLEALEA SATURDAY』（KONISHIKI）
- 6:40 『石井忍のmoving Saturday』(石井忍)
- 7:35　NACK5 TRAFFIC
- 7:38　NACK5 WEATHER
- 7:40　彩の国トレたてMorning
- 7:59　エンディング

## コーナー
起こしテレフォンTEL
池辺に起こしてもらいたいリスナーと電話を繋ぎ、モーニングコールをするコーナー。
池辺愛のこれはなんでしょう??
池辺愛が描いた絵が何を表しているか答えを募集するコーナー。問題の絵と正解は番組ツイッターで発表する。
こどものはなし
子育て中のママやパパのお悩み相談、身の回りの子どもの話を受け付けるコーナー。
モーニングテレフォン
リスナーに電話を繋ぎ、話を聞くコーナー。
あなたが知ってるおでかけスポット!!
オススメのおでかけスポット、イベント情報をリスナーから募集するコーナー。
トレたて川柳!
JAグループさいたまの提供で送るコーナー。毎月変わるお題にちなんだ川柳とその想いを募集し、紹介する。
この他、テーマメッセージや普通のお便りも募集している。

## 過去の箱番組・コーナー
SEIBU HOLIDAY NAVI
西武鉄道の提供で送るコーナー。オススメのお出かけ情報と、聴くとお出かけしたくなる曲とそのエピソードをリスナーから募集していた。
NACK5 WiLL（黒田治）
※上記のコーナーは2020年3月28日で終了。

## ゲスト
- 2019年8月10日 - 村松崇継[11]

## 備考
- 2020年3月21日の放送は特別番組「WE LOVE MUSIC 桑田佳祐のお家(うち)でRADIO～こんな時こそラジオでSMILE！」のため、6時からの開始となった。